# OktoberFemorango
Foi um evento tradicional que ocorria no mês de outubro em Turuçu desde 2001 até 2012. Em 2013 ocorreu a unificação desta com a Fepimenta, originando a Festa da Pimenta e do Morango. A Oktoberfemorango foi um evento comemorativo da cidade, reunindo milhares de pessoas no parque de eventos do município onde ocorriam shows de bandas, apresentação de grupos artísticos, mostra de artesanato, podendo se apreciar diversos produtos a base de morango. 
Junto à Fepimenta que acontecia em Abril, era um dos eventos sazonais que ocorriam na cidade de Turuçu.